# Acrocercops argodesma
Acrocercops argodesma är en fjärilsart som beskrevs av Edward Meyrick 1936. Acrocercops argodesma ingår i släktet Acrocercops och familjen styltmalar. Inga underarter finns listade i Catalogue of Life.